# Finniss River
Der Finniss River ist ein 50,1 km langer Fluss im australischen Bundesstaat South Australia.
Er entspringt bei Yundi an den Osthängen der Mount Lofty Ranges. Von dort fließt er nach Osten und mündet bei Finniss in einen Arm des Goolwa Channel, Teil des Lake Alexandrina und des Murray River.
Der Finniss River wurde vom Goldgräber und Entdecker Frederick Henry Litchfield im Auftrag von Boyle Finniss, dem ersten Premierminister von South Australia, erforscht.